# Juliana Awada
María Juliana Awada Baker (tiếng Tây Ban Nha: [xuˈljana aˈwaða]) (sinh năm 1974) (tiếng Ả Rập: جوليانا عواضة) là một nữ doanh nhân người Argentina có nguồn gốc Liban và Syria. Bà là đương kim Đệ nhất Phu nhân của Argentina, kết hôn với Tổng thống thứ 53 của Argentina là ông Mauricio Macri. Bà được chọn là Đệ nhất Phu nhân quý phái nhất bởi tạp chí ¡Hola!. Bà là Đệ nhất Phu nhân đầu tiên nhận được sự ưu đãi của Đại Thập tự của Huân chương Công giáo Isabella trong 70 năm đã qua và là người phụ nữ thứ hai sau Eva Perón (1947). Bà là Đệ nhất Phu nhân thứ hai trong lịch sử của Argentina là có nguồn gốc Arab (người đầu tiên là Zulema Yoma).

## Tiểu sử
Awada sinh ra tại Villa Ballester vào năm 1974, là con gái của Ibrahim Awada, một di dân Hồi giáo Liban đến từ Baalbek và Elsa Esther "Pomi" Baker thuộc dòng dõi người Syria. Bà là chị em gái của các doanh nhân Zoraida Awada, Daniel Awada, nghệ sĩ Leila Awada và diễn viên Alejandro Awada.
Trong thời thơ ấu và thời thanh niên của bà, bà đã đi với mẹ mình đến châu Âu và Hoa Kỳ được nhắc đi nhắc lại, chủ yếu là tới Paris, London và New York, để thực hiện các bộ sưu tầm thời trang. Sau khi hoàn thành giáo dục cấp hai tại một trường song ngữ tiếng Anh tại Belgrano, bây giờ là Học viện Chester, bà đã thể hiện sự hiểu biết vê tiếng Anh trong thành phố của Oxford, Anh.
Trở về Argentina, bà được vào công việc kinh doanh của gia đình một cách nhiệt tình, một công ty dệt được thành lập bởi cha bà trong thập niên 1960. Vào năm 1997, bà cưới Gustavo Capello rồi ly hôn một năm sau đó. Rồi, bà có một mối quan hệ với một thành viên quý tộc người Bỉ ên là Bruno Laurent Barbier, người mà bà gặp trên một chuyến bay của Air France. Mặc dù sống gần 10 năm với nhau, cặp đôi này không đi đến hôn nhân, nhưng lại có một đứa con gái tên Valentina.

### Đệ nhất Phu nhân của Buenos Aires
Awada và Mauricio Macri bắt đầu một mối quan hệ vào năm 2009. Họ kết hôn vào ngày 16 tháng 11 năm 2010 và có một người con gái tên Antonia Macri (sinh năm 2001). Trong một cuộc phỏng vấn với báo La Nación vào năm 2012, cha của bà là một người Hồi giáo Lebanon không phản đối không phản đối một trong những người chị em gái của bà cưới một người Thiên Chúa giáo và một người chị em gái khác của bà cưới một người Do Thái.